# Epêndima
Epêndimas são as células ependimárias que têm origem no revestimento interno do tubo neural embrionário e se mantêm em arranjo epitelial. São elas que revestem as cavidades do sistema nervoso central, principalmente o interior dos ventrículos, no encéfalo, e do canal central da medula, na medula. Essas células são responsáveis pela produção e circulação do  Líquido cefalorraquideano (LCR) encontrado nessas cavidades.
As células ependimárias possuem cílios que auxiliam na circulação do LCR (líquido cefalorraquidiano) e são transportadoras de íons. As células presentes no canal central da medula exercem apenas a função de circulação do líquor. 
O conjunto formado pela pia-máter, capilares sanguíneos e células ependimárias é chamado de plexo corioide. Já a pia-máter com a camada de células é chamada de tela corioide.